# Fourmetot
Fourmetot – miejscowość i dawna gmina we Francji, w regionie Normandia, w departamencie Eure. W 2013 roku populacja ówczesnej gminy wynosiła 650 mieszkańców. 
W dniu 1 stycznia 2019 roku z połączenia trzech ówczesnych gmin – Fourmetot, Saint-Ouen-des-Champs oraz Saint-Thurien – powstała nowa gmina Le Perrey. Siedzibą gminy została miejscowość Fourmetot. 